# Juan López Fontana
Juan López Fontana (15. marts 1908 – 4. oktober 1983) var en uruguayansk fodboldtræner, der var træner for det uruguayanske landshold, der vandt guld ved VM i 1950 i Brasilien. Han trænede landsholdet i tre omgange (1946-1949, 1949-1955 og 1957-1959), og stod også i spidsen for Montevideo-klubben Peñarol og Ecuadors landshold.